# Ordrup Strand
Ordrup Strand liegt im dänischen Nordwestseeland und ist ein Ort mit weniger als 200 Einwohnern. Der Ort liegt am südlichen Ende der zum Kattegat gehörenden Sejerøbucht und ist Teil der Odsherred Kommune, die zur Region Sjælland gehört. Ordrup Strand liegt im Kirchspiel Fårevejle Sogn.
Ordrup Strand ist weitgehend von Ferienhausbebauung geprägt, die sich entlang der Küste zieht. Im Jahr 2010 war die Einwohnerzahl des Ortes erstmals unter 200 Menschen gesunken. Direkt am Strandzugang befindet sich eine prähistorische, bronzezeitliche Grabanlage. Südlich der Ortslage befindet sich der Wald Næsskov.